# Molly Hatchet

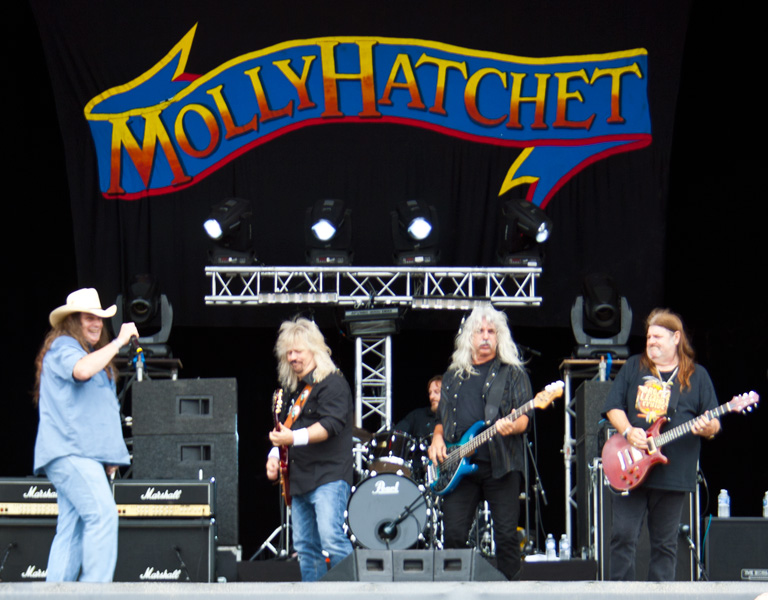
Molly Hatchet in 2012

Molly Hatchet is een Amerikaanse southern rock band.
De band werd in 1975 opgericht in Jacksonville in Florida. Ze verwierven wereldwijde bekendheid met hun hit "Flirtin With Disaster" van het gelijknamige album. Molly Hatchet werd opgericht door Dave Hlubek en Steve Holland en dankt haar naam aan een prostituee die haar klanten verminkte en onthoofdde.
Veel van de albumcovers van Molly Hatchet zijn gemaakt door Frank Frazetta.

## Discografie

### Studioalbums
| Jaar | Album                          |
| ---- | ------------------------------ |
| 1978 | Molly Hatchet                  |
| 1979 | Flirtin' With Disaster         |
| 1980 | Beatin' The Odds               |
| 1981 | Take No Prisoners              |
| 1983 | No Guts...No Glory             |
| 1984 | The Deed Is Done               |
| 1989 | Lightning Strikes Twice        |
| 1996 | Devil's Canyon                 |
| 1998 | Silent Reign Of Heroes         |
| 2000 | Kingdom of XII                 |
| 2005 | Warriors Of The Rainbow Bridge |
| 2008 | Southern Rock Masters          |
| 2010 | Justice                        |

## Bandleden
(Oprichters zijn vetgedrukt)

### Huidige leden
- Dave Hlubek - Gitaar ('78–'86, '05-overleden 2017)
- John Galvin - Toetsen ('83–'91, '95-heden)
- Bobby Ingram - Gitaar ('85-heden)
- Phil McCormack - Vocals ('96-overleden in april 2019)
- Shawn Beamer - Drums ('01-heden)
- Tim Lindsey - Basgitaar ('03-heden)

### Voormalige bandleden
- Duane Roland - Gitaar ('78–'90)
- Steve Holland - Gitaar ('78–'83)
- Bruce Crump - Drums ('78–'82, '84–'90)
- Banner Thomas - Basgitaar ('78–'81)
- Danny Joe Brown - Vocals ('78–'80, '82–'96)
- Melvin Powell - Toetsen ('78)
- Jimmy Farrar - Vocals ('80–'82)
- Steve Wheeler - Basgitaar ('80)
- David Feagle - Drums ('80, '89-'91)
- Jimmy Glenn - Drums ('80)
- Kenny McVay - Gitaar ('80)
- Riff West - Basgitaar ('82–'85)
- B.B. Borden - Drums ('82–'84)
- Mac Crawford - Drums ('90-'98)
- Eddie Rio - Basgitaar ('90)
- Rob Sweat - Basgitaar ('90–'93)
- Rob Scavetto - Toetsen ('90-'93)
- Rik Blanz - Gitaar ('90-'93)
- Kevin Rian - Basgitaar ('91-'93)
- Kenny Holton - Drums ('91)
- Eric Lundgren - Gitaar ('93)
- Mike Kach - Gitaar ('93)
- Bryan Bassett - Gitaar ('94-'00)
- Andy Orth - Gitaar ('94-'95)
- Buzzy Meekins - Basgitaar ('94-'95)
- Andy McKinney - Basgitaar ('96-'01)
- Chuck Modrey - Zang ('96)
- Tim Donovan - Toetsen ('97-'02)
- Sean Shannon - Drums ('98-'01)
- Mike Owings -Gitaar ('99–'00)
- Russ Maxwell - Gitaar ('00-'04)
- Doc Warnock - Basgitaar ('02–'03)
- Jerry Scott - Basgitaar ('02-'03, '04)
- J.J. Strickland - Basgitaar ('03-'04, '04)
- Rich DelFalvo - Toetsen ('04-'05)
- Richie Del Favero - Gitaar ('04-'05)